# Nadeschda Stepaschkina
Nadeschda Stepaschkina (kasachisch Надежда Степашкина; * 4. September 1998 in Schtschutschinsk) ist eine kasachische Skilangläuferin.

## Werdegang
Stepaschkina lief im November 2019 in Schtschutschinsk ihre ersten Rennen im Eastern-Europe-Cup, die sie auf dem 52. Platz im Sprint und auf dem 47. Rang über 5 km Freistil beendete. Bei den U23-Weltmeisterschaften 2021 in Vuokatti belegte sie den 48. Platz im Sprint, den 41. Rang über 10 km Freistil und den 15. Platz in der Mixed-Staffel. In der Saison 2021/22 gab sie in Ruka ihr Debüt im Weltcup, welches sie auf dem 67. Platz über 10 km Freistil beendete, und siegte bei den kasachischen Meisterschaften im Sprint. Beim Saisonhöhepunkt, den Olympischen Winterspielen 2022 in Peking, nahm sie an sechs Rennen teil. Ihre besten Platzierungen dort waren der 49. Platz im 30-km-Massenstartrennen und der 15. Rang mit der Staffel. Nach Platz zwei über 15 km Freistil beim Eastern-Europe-Cup in Schtschutschinsk zu Beginn der Saison 2022/23 holte sie in Lillehammer mit dem 46. Platz über 10 km Freistil ihre ersten Weltcuppunkte.

## Siege bei Continental-Cup-Rennen
| Nr. | Datum             | Ort              | Disziplin                   | Serie              |
| --- | ----------------- | ---------------- | --------------------------- | ------------------ |
| 1.  | 21. Dezember 2022 | Almaty           | Sprint Freistil             | Eastern-Europe-Cup |
| 2.  | 21. Dezember 2023 | Schtschutschinsk | Sprint Freistil             | Eastern-Europe-Cup |
| 3.  | 22. März 2024     | Schtschutschinsk | 10 km Skiathlon             | Eastern-Europe-Cup |
| 4.  | 26. März 2024     | Schtschutschinsk | 30 km klassisch Massenstart | Eastern-Europe-Cup |
| 5.  | 21. Dezember 2024 | Schtschutschinsk | Sprint klassisch            | Eastern-Europe-Cup |
| 6.  | 24. Dezember 2024 | Schtschutschinsk | 10 km Freistil              | Eastern-Europe-Cup |
| 7.  | 16. Januar 2025   | Schtschutschinsk | Sprint klassisch            | Eastern-Europe-Cup |
| 8.  | 18. Januar 2025   | Schtschutschinsk | 20 km Skiathlon             | Eastern-Europe-Cup |
| 9.  | 20. Januar 2025   | Schtschutschinsk | 10 km Freistil              | Eastern-Europe-Cup |